# Badgir

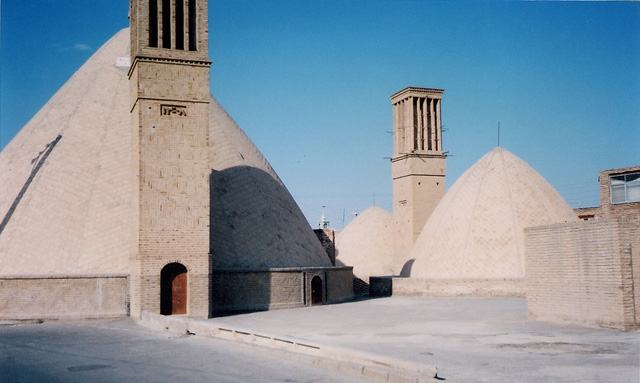
Ein Ab Anbar (Wasserspeicher) mit Windtürmen in der zentral-iranischen Stadt Nain.

Illustration der Funktionsweise eines Windturms in Verbindung mit Qanaten zur Kühlung

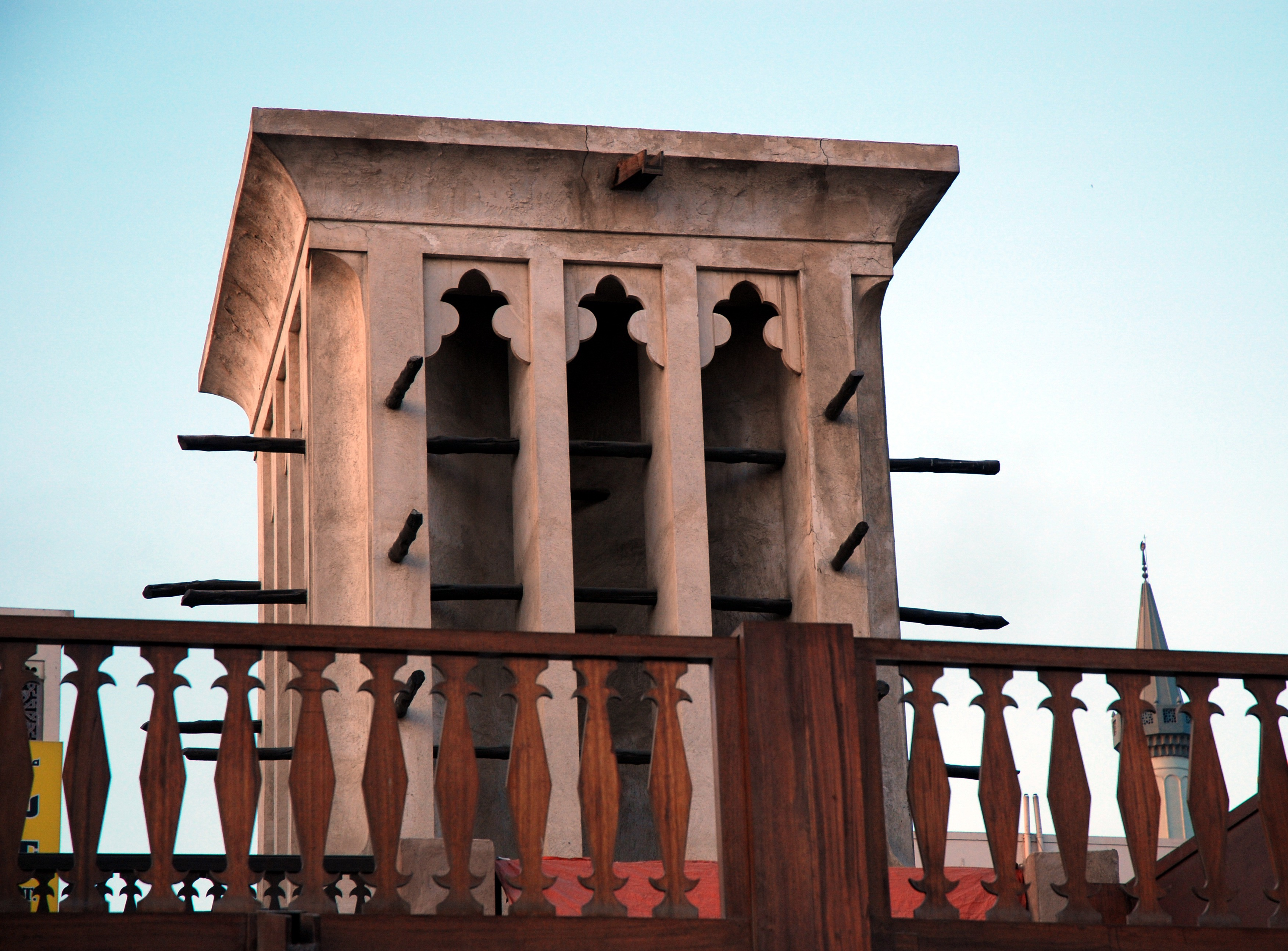
Windturm in Dubai

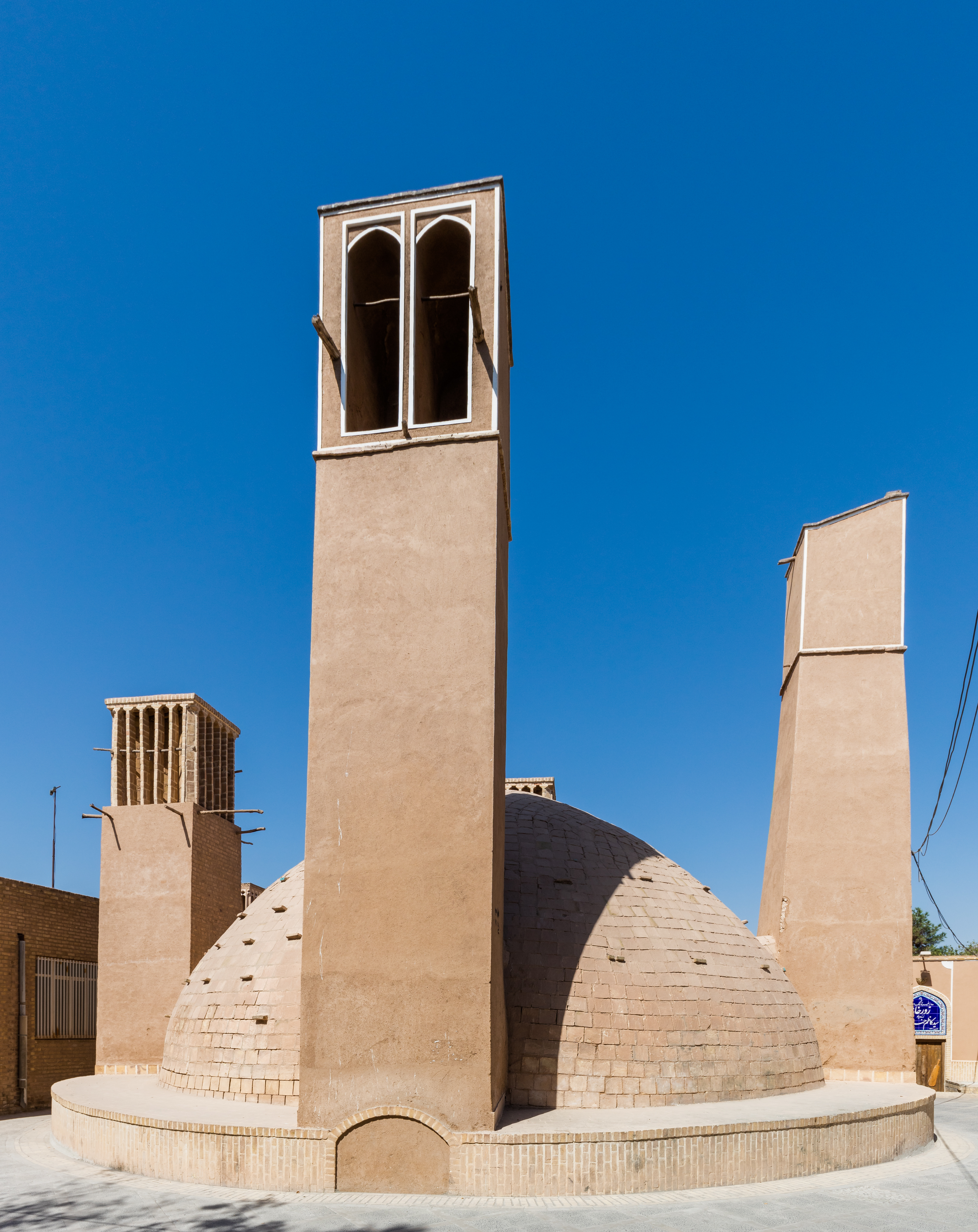
Ein Ab Anbar (Wasserspeicher) mit Windtürmen in der zentraliranischen Wüstenstadt Yazd

Ein Badgir (persisch بادگیر, DMG bādgīr, ‚Windfänger‘) ist als Windturm ein traditionelles persisches Architekturelement, welches seit Jahrhunderten zur natürlichen Lüftung von Gebäuden verwendet wird. Badgire werden auch heute noch in den verschiedensten Varianten genutzt. Ein Badgir besitzt meist mindestens zwei vertikale Kanäle.

## Geographische Verbreitung
Windtürme sind in der arabischen Welt sowie in Pakistan, Afghanistan und anderen Gebieten West-Asiens verbreitet, die von der persischen Architektur beeinflusst wurden. Ein Windturm wird in einer ägyptischen Quelle von 1300 vor Christus erwähnt. Die ägyptische Bezeichnung lautet Malqaf (Plural Malaaqef).

## Aufbau und Grundfunktionen
Der Badgir ist ein massiv gebauter Turm, der von den untersten Räumen eines Gebäudes bis über das Dach hinausreicht. Er ist unterteilt, meist in vier vertikal geführte Lüftungskanäle, die oben in alle vier Himmelsrichtungen geöffnet sind und zur Steuerung einzeln verschlossen werden können. Der Badgir kann je nach seiner Ausführung und Einbindung ins Gebäude, dem Standort und vor allem der augenblicklichen Witterungssituation unterschiedlich wirken und kann mit anderen Einrichtungen kombiniert werden.
Herrschen im Gebäude höhere Temperaturen als außerhalb und weht kein Wind, wirkt der Kamineffekt. Das kann besonders nachts vorkommen. Die kalte Nachtluft strömt durch Gebäude und Badgir und kühlt die als Wärmepuffer wirkenden Wände. Die erwärmte Luft steigt im Badgir auf und entweicht. Weht hingegen ein Wind, so kehrt sich die Strömung um. Der Staudruck auf der der Windrichtung zugewandten Seite (Luv) drückt die kalte Luft durch den Badgir, der dabei gekühlt wird, was aber nicht zu einer deutlichen Erwärmung der Luft führt. Die warme Luft strömt entsprechend den Druckverhältnissen meist aus verschiedenen Öffnungen. Sobald auch die hinausströmende Luft kühler als die Wände wird, kühlt sie auch alle umströmten Flächen, so auch den Kanal im Badgir, der auf der windabgewandten Seite (Lee) öffnet. Zusätzlich strahlen nachts die Wände von Turm und Gebäude, insbesondere des Daches, Wärme ab.
Sinkt bei Windstille die Umgebungstemperatur unter die Innenraumtemperatur, fällt die Luft im Badgir abwärts und es tritt ein umgekehrter Kamineffekt ein. Die Luft kühlt an den nachts abgekühlten Turminnenwänden ab und belüftet den Innenraum. Durch weitgehendes Schließen der Öffnungen kann die Strömung verlangsamt werden, um die „gespeicherte Kühle“ besser auszunutzen, also um die Turmwände nicht vorzeitig aufzuheizen und die dem Temperaturunterschied entsprechende Wärmekapazität durch Einspeichern von Wärme auszuschöpfen. Oft ist es im Gebäude ohnehin noch recht kühl und nur Kohlenstoffdioxid und andere Stoffe sollen durch die Tür oder andere tiefgelegene Öffnungen abgeführt werden. Steigt die Temperatur der Wände über die Lufttemperatur, kehrt sich der Luftstrom um und der Turm wirkt als Kamin mit aufsteigender Strömung. Kommt hingegen in dieser Situation Wind auf, so fließt die Luft entgegen dem Kamineffekt durch Staudruckeffekt und Druckdifferenz zwischen Luv und Lee den Turm hinab, durch den gegenüberliegenden Kanal wieder hinauf und aus der an Lee liegenden Öffnung hinaus. Über die Öffnungen zu den Räumen findet ein Luftaustausch statt und es wird Bewegung in die Raumluft gebracht. Abhängig von Gestaltung und Situation kann in einem Raum Luft zum Fenster hinausströmen oder hereinströmen. Liegt der statische Druck in der strömenden Luft infolge des Bernoulli-Effekts unter dem natürlichen Luftdruck, kann die unter natürlichem Luftdruck stehende Raumluft in den Badgir einströmen. Sie wird über den Kanal (Lee) abgeführt. Diese Vorgänge ermöglichen eine Annäherung der Raumtemperatur an die nächtlichen Außenlufttemperaturen.

## Nutzung von Verdunstungskälte
Neben dem Luftaustausch bewirkt der Luftstrom im Badgir auch eine Zirkulation der Luft innerhalb des Gebäudes. Das kühlt durch Transpirationsunterstützung auch die Haut der Bewohner und die Luft, die über Pflanzen streicht.  Wird eine Luftströmung durch Gestaltung von Badgir und Räumen über eine Wasserfläche oder feuchte Flächen geführt, tritt durch Evaporation mit der Verdunstungskälte eine zusätzliche Abkühlung auf. Das kann direkt geschehen, wenn die befeuchtete abgekühlte Luft in die Räume gelangt beziehungsweise dort bleibt, oder indirekt, wenn diese Luft die Wände des Badgirs abkühlt. Diese können in späteren Situationen von der dann in anderer Richtung zuströmenden Luft Wärme aufnehmen und sie so kühlen. Oft sind Wasserbecken oder Springbrunnen im Luftzustrom angeordnet.
Die Länge der Kanäle, und damit die Wärmekapazität und die Wassermenge, die zur Verdunstung und Kühlung bereitsteht, kann unter anderem durch einen im Erdreich liegenden Lüftungskanal erhöht werden. Der Badgir steht dann mit etwas Abstand zum Gebäude. Die Kühlwirkung kann durch Bepflanzung und Bewässerung des Bodens über dem Badgir gefördert werden, da das Wasser dann im Kanal verdunstet. Das funktioniert nur, wenn ein Einströmen vom Badgir zum Gebäude erreicht wird.
Der Badgir kann auch mit anderen Anlagen zusammenarbeiten. Wird der Luftstrom über die Öffnung eines Schachts geführt, der eine Verbindung zu einem unter dem Gebäude verlaufenden Qanat darstellt, steigt die im Qanat über das Wasser gestrichene und so abgekühlte Luft aus dem Schacht in die Räume. Das geschieht, weil die strömende Luft einen niedrigeren statischen Druck ausübt als der natürliche Luftdruck am Ort anderer Schächte des Qanats, wenn dort keine oder eine geringere Strömung, also wenig Wind unmittelbar am Boden stattfindet. Auch andere oben genannte Situationen können schon zu einem Luftzug aus dem Qanat ins Gebäude führen.
Die Windfänger werden auch für Kühlräume (Yachtschāl) und Wasserreservoire (Âb Anbārs) eingesetzt und sind in der Lage, mit Hilfe der Verdunstungskälte das gespeicherte Wasser im Sommer über Monate auf eine Temperatur nahe dem Gefrierpunkt zu kühlen. Am höchsten Punkt des Kuppeldaches dieses Raumes befindet sich eine Öffnung. Dort ist die Windgeschwindigkeit entsprechend dem Venturi-Effekt am größten, entsprechend dem Bernoulli-Effekt herrscht ein geringerer Druck. Ein oder oft vier Badgire führen der Zisterne Luft zu. Die Luft streicht über das Wasser, die obere warme Wasserschicht verdunstet, die Verdunstungskälte kühlt das Wasser, und die feucht-warme Luft entweicht durch die druckarme obere Öffnung.

Prinzipskizze eines traditionellen Windfängers. Durch den über das Gebäude streichenden Wind wird auch im Gebäude ein Luftzug hervorgerufen.

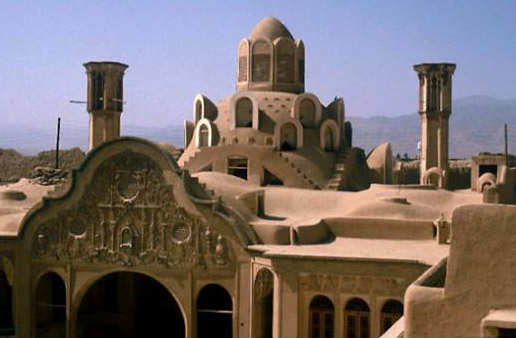
Chane-ye Borudscherdi in Kaschan im Zentrum des Iran wurde 1857 erbaut und ist ein Beispiel der alten persischen Baukultur in Wüstengegenden. Die beiden hohen Windtürme kühlen die privaten Gemächer (Andaruni) des Gebäudes.
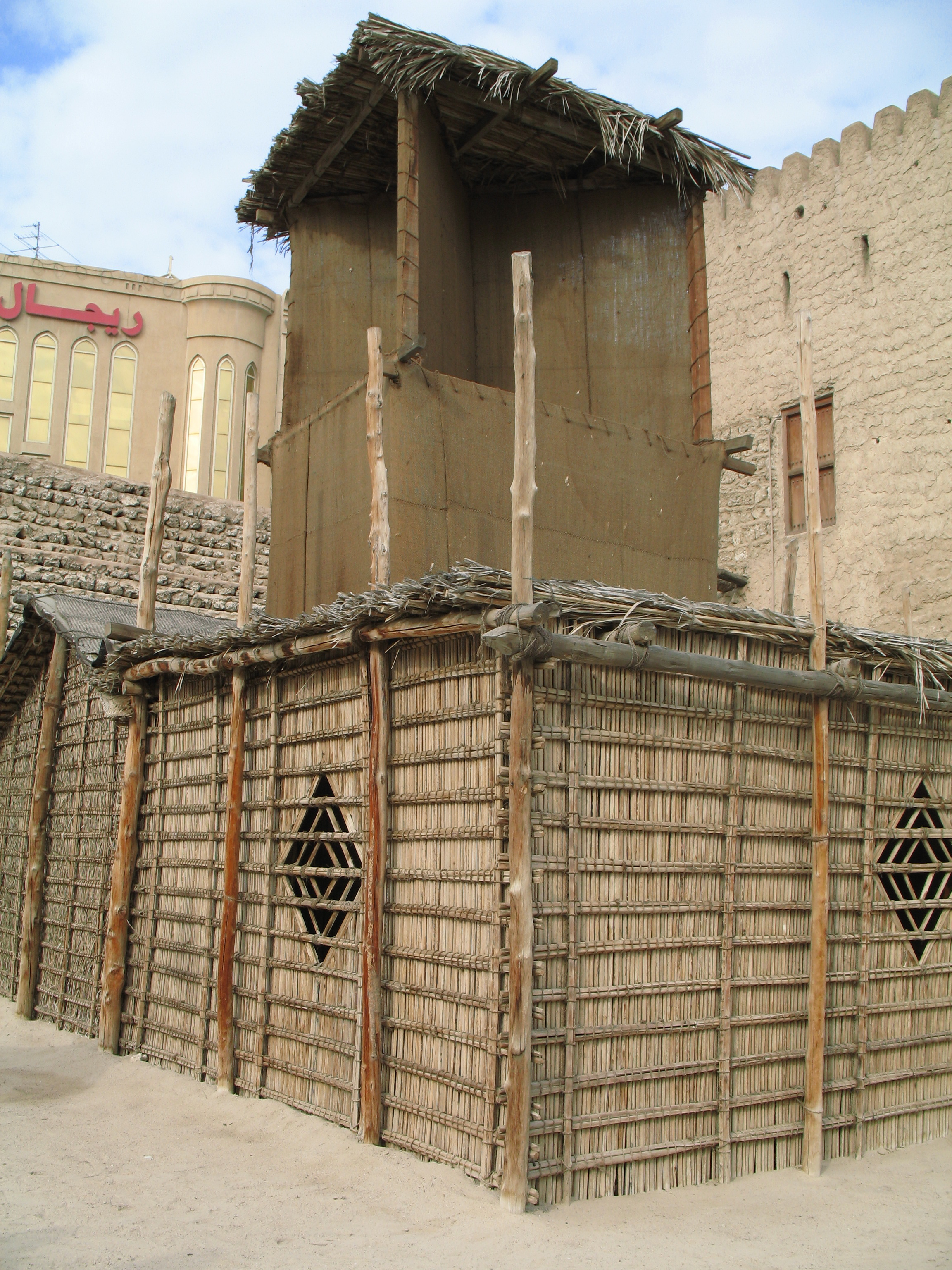
Der Windturm eines Hauses aus Palmwedeln in Dubai.
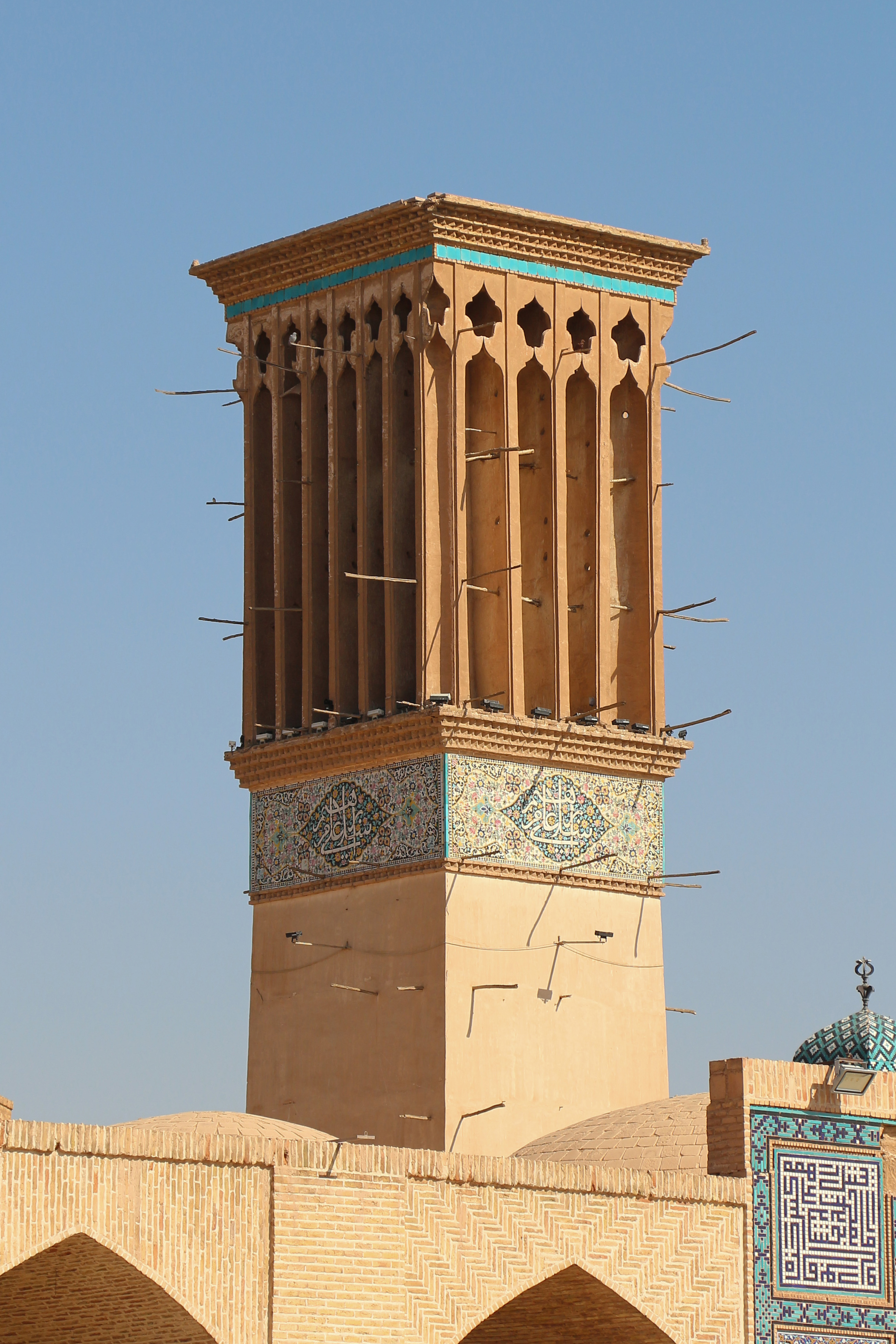
Windturm des Ganjali Khan Komplexes, in Kerman, Iran
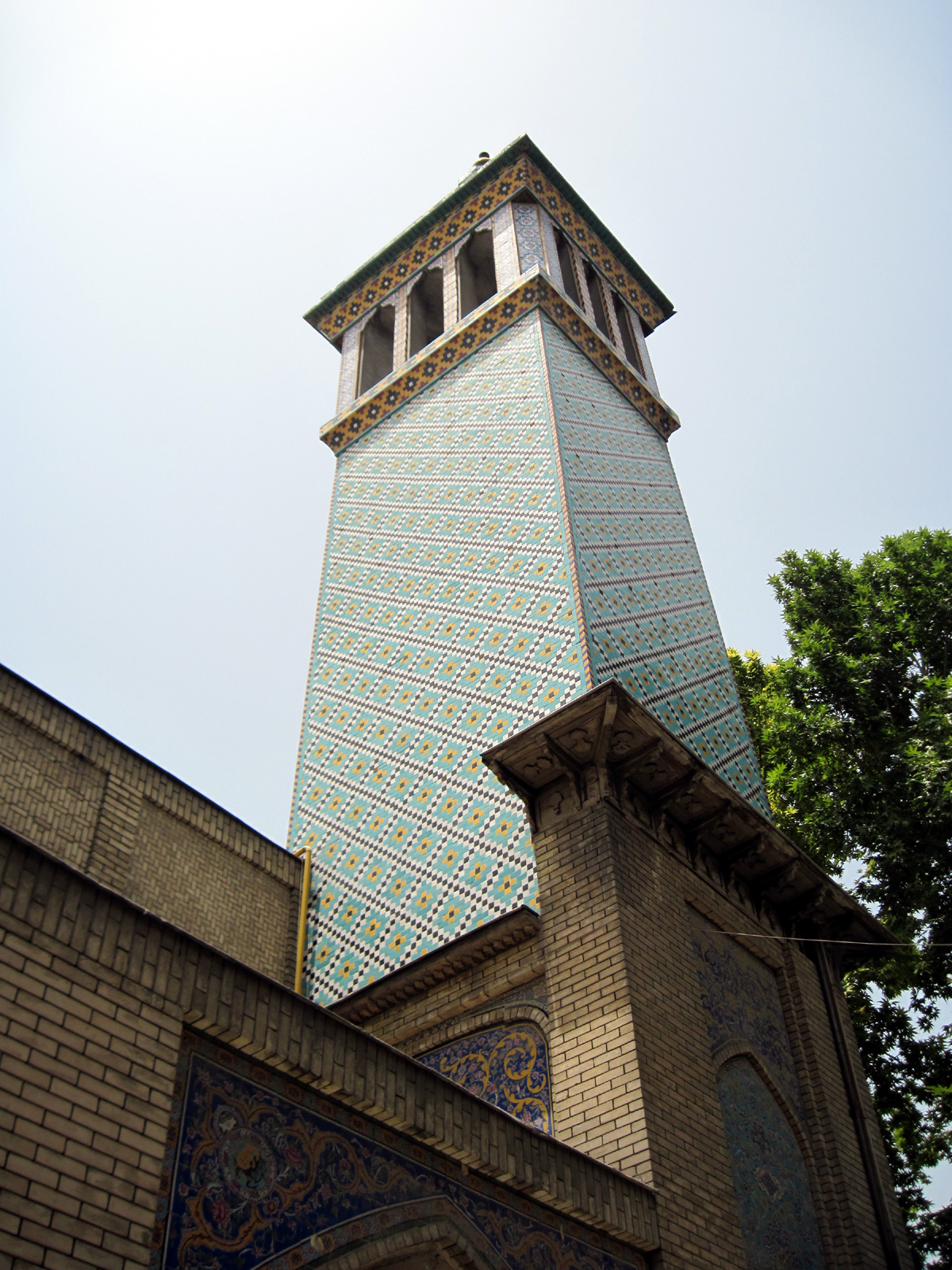
Golestan Palast in Teheran, Iran
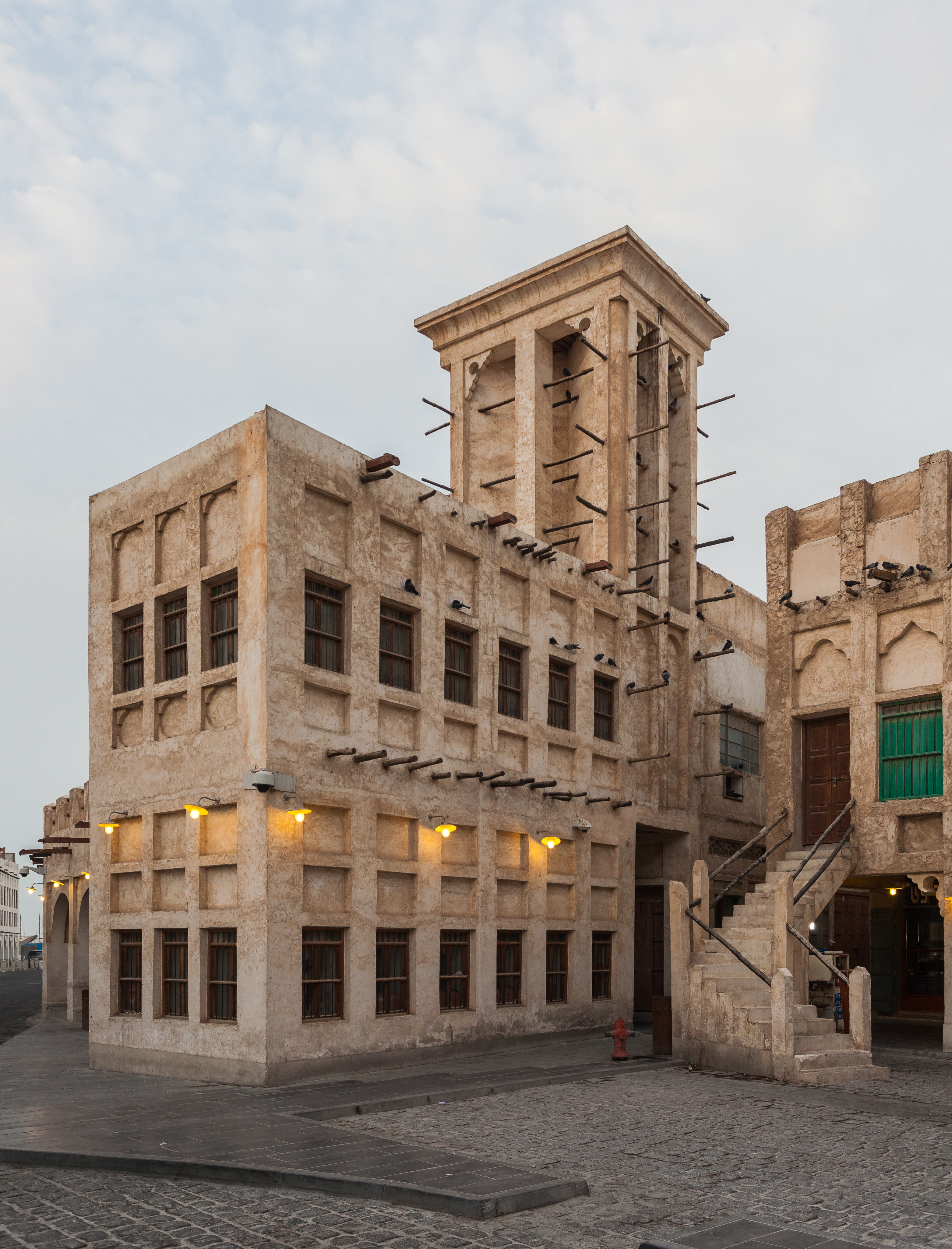
Souq Waqif, Doha, Qatar
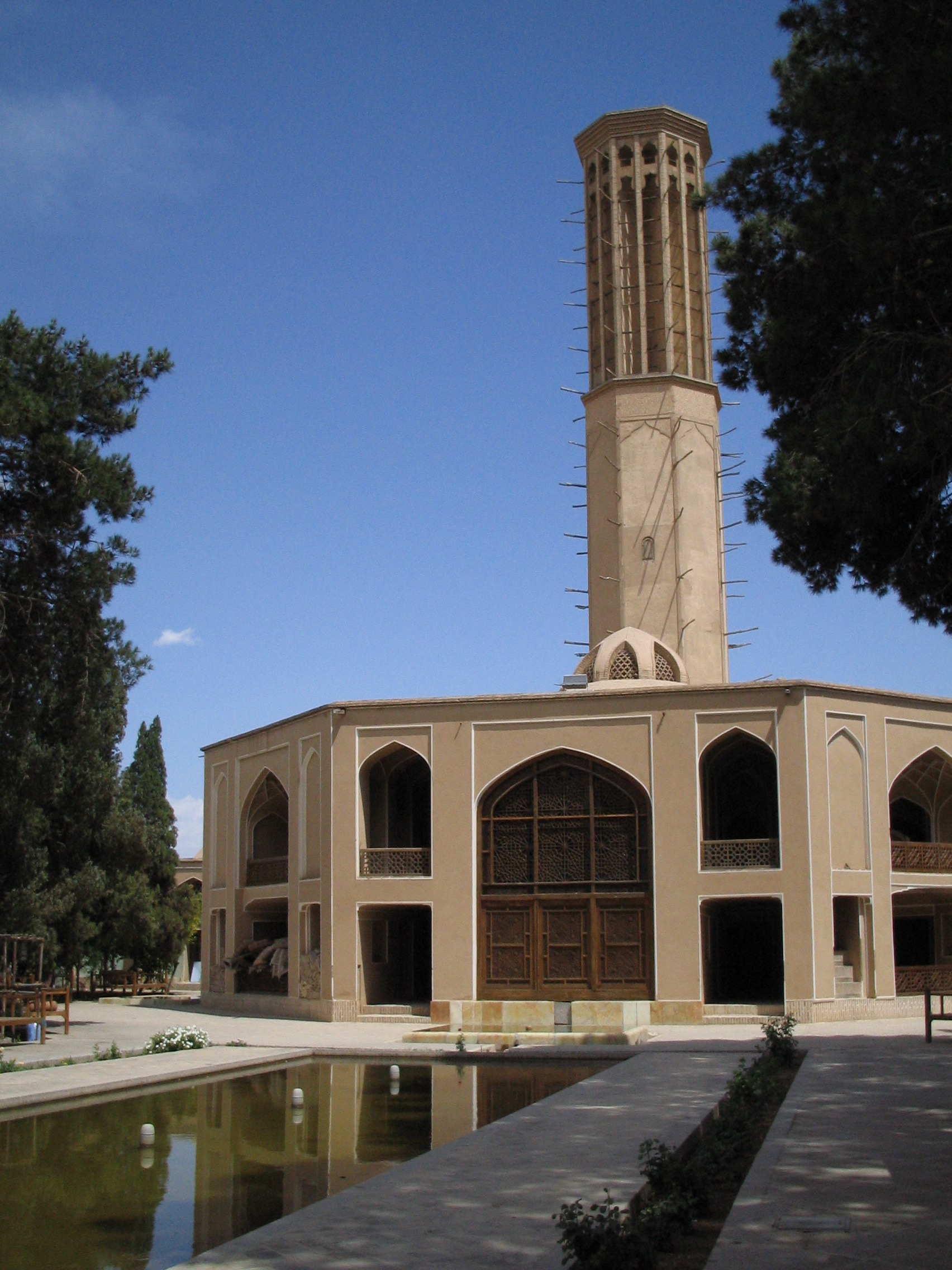
Der Badgirturm von Dowlat-abad in Yazd ist einer der höchsten Windfänger
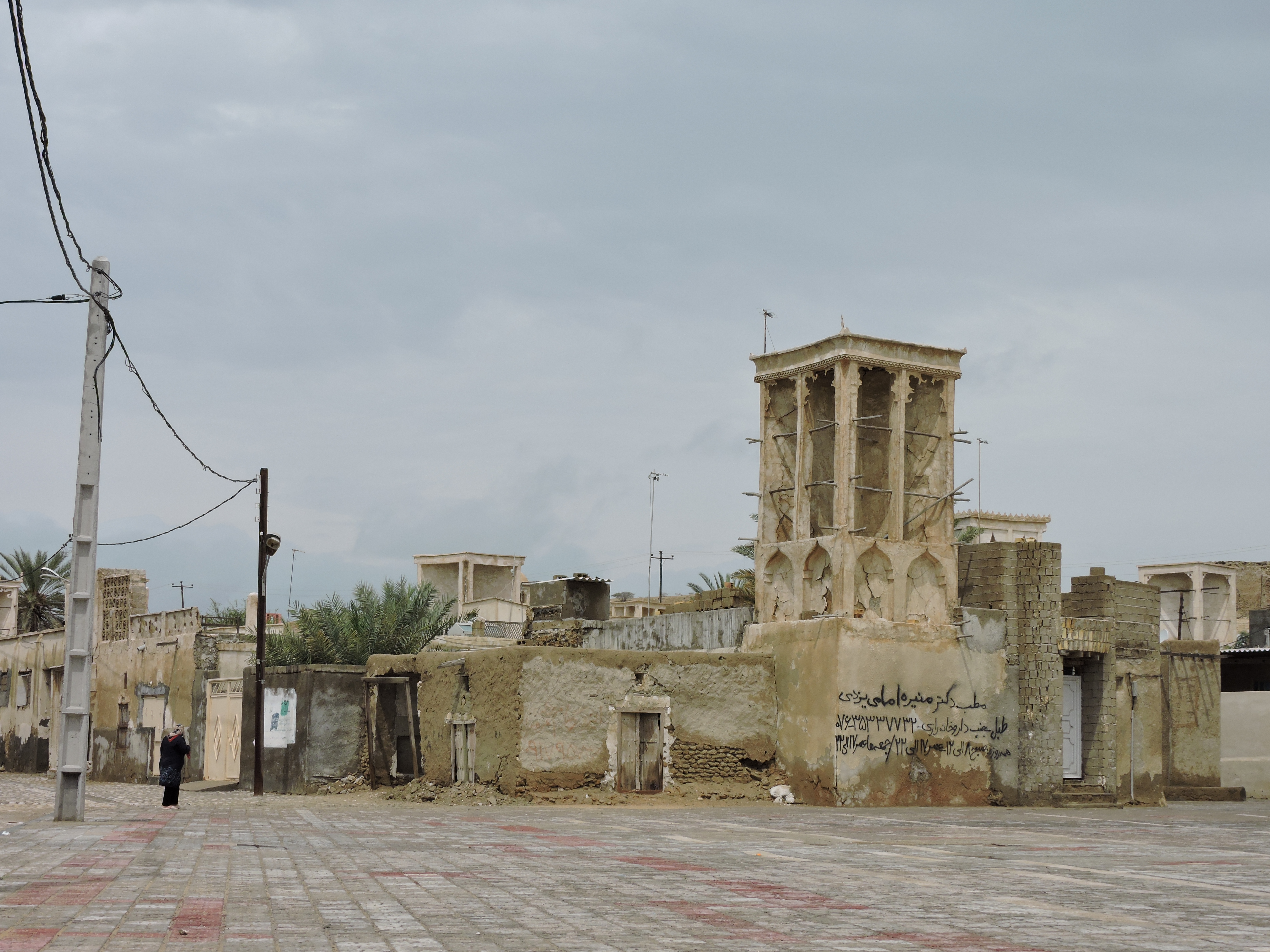
Windfänger auf der Insel Qeschm, Iran
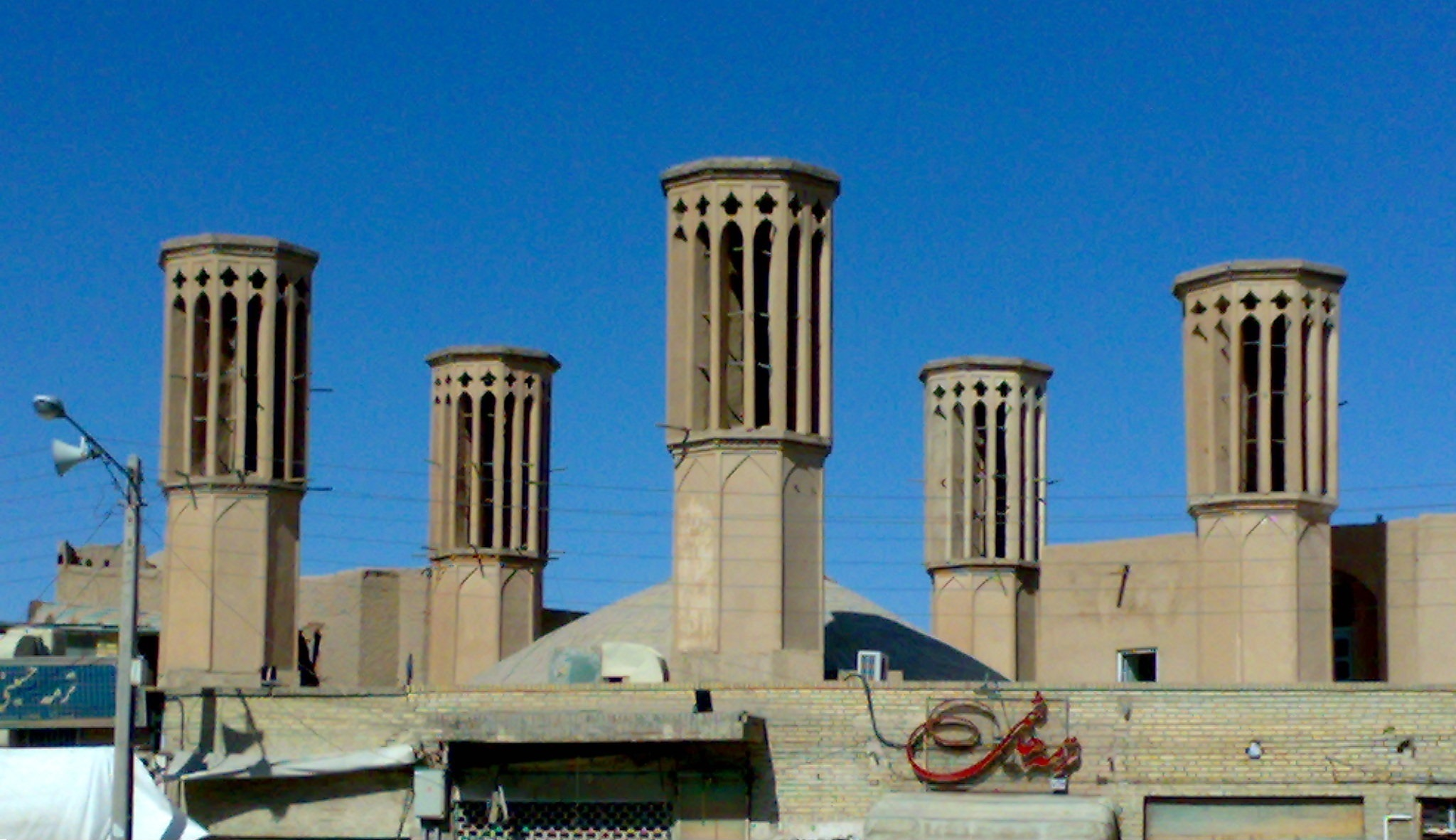
„Windfänger“ in Yazd

## Weiterführende Literatur
- Roshanak Khalaj: Use and re-use of wind catchers as a natural ventilation and cooling system for residential buildings / Nutzung und Neunutzung von Windtürmen und Windfängern als natürliche Ventilations- und Kühlungssysteme für Wohnbauten. Dissertation an der Technischen Universität Wien, Wien 2018. (doi:10.34726/hss.2018.32060, hier Downloadlink zur Vollversion).